# Lillebonne
Lillebonne è un comune francese di 9 378 abitanti situato nel dipartimento della Senna Marittima nella regione della Normandia. È stata fino al 2008 la sede della Comunità di comuni di Port-Jérôme, quando la medesima si è fusa con la Comunità dei comuni di Caudebec-en-Caux-Brotonne e la Comunità dei comuni del cantone di Bolbec per formare la Comunità dei comuni Caux valle della Senna, della quale da allora Lillebonne è sede.

## Società

### Evoluzione demografica
Abitanti censiti